# Andy Pettitte
Pour l’article ayant un titre homophone, voir Petite.
Andrew Eugene Pettitte (né le 15 juin 1972 à Bâton-Rouge, Louisiane, États-Unis) est un ancien lanceur gaucher des Ligues majeures de baseball. Il prend sa retraite après la saison 2010 au terme d'une carrière de 13 saisons chez les Yankees de New York et 3 chez les Astros de Houston mais revient au jeu avec les Yankees pour deux autres saisons, en 2012 et 2013.
Invité trois fois au match des étoiles du baseball majeur, Pettitte a participé huit fois aux Séries mondiales, décrochant cinq titres de champion avec les Yankees. 
Pettitte détient le record du baseball majeur avec 19 victoires comme lanceur en séries éliminatoires et le record de franchises des Yankees pour les retraits sur des prises. En 2001, il a été élu joueur par excellence de la Série de championnat de la Ligue américaine.

## Carrière professionnelle

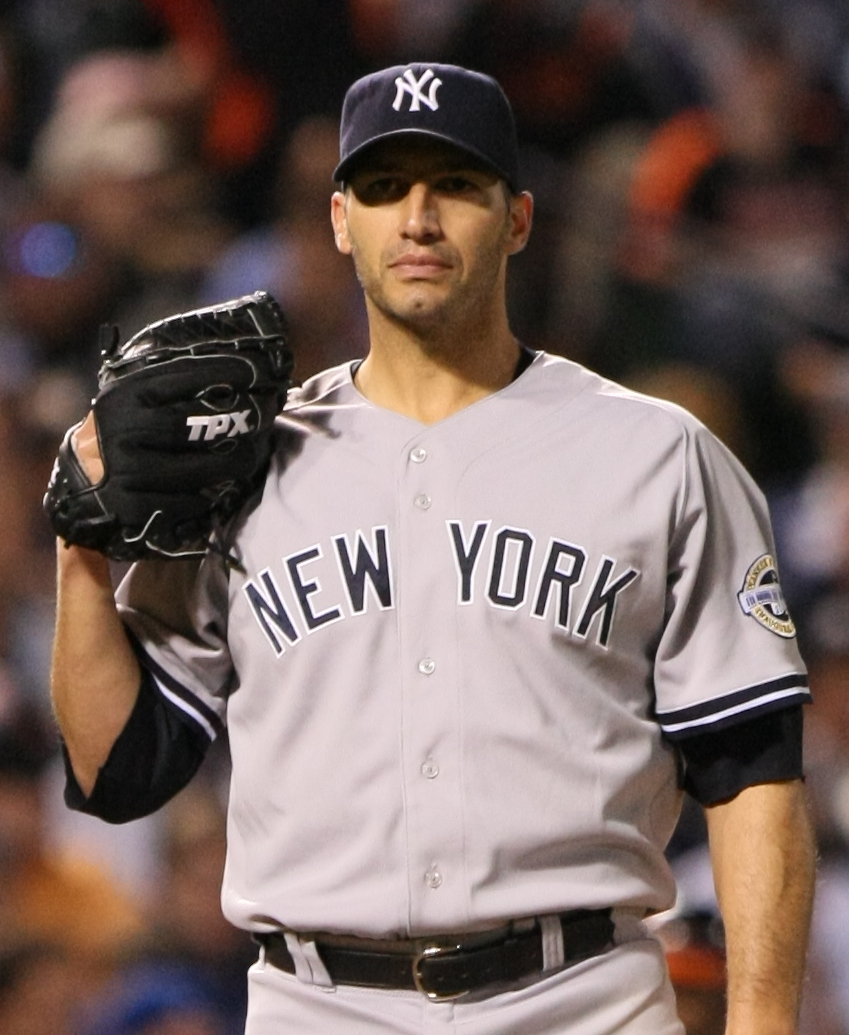
Andy Pettitte en 2009.

### Ligues mineures
Entre 1991 et 1995 Pettitte a accumulé 43 victoires pour 20 défaites avec une moyenne de points mérités de 2,61 et 493 retraits sur prises en 608 manches lancées en 5 saisons.

### Yankees de New York
Pettitte a commencé sa carrière avec les Yankees de New York en 1995 et est tout de suite devenu lanceur partant. Il a gagné 12 matchs pour 9 perdus et a fini 3e lors du vote pour la recrue de l'année de la Ligue américaine. Lors de sa seconde saison il a gagné 21 matchs et a fini second lors du vote pour la vainqueur du trophée Cy Young, Pat Hentgen des Blue Jays de Toronto a gagné 110 points à 104. Entre 1998 et 2002 Pettitte a gagné au moins 13 matchs chaque saison, et en 2003 a répété sa performance de 1996 avec 21 victoires pour 8 défaites. Cette saison il n'a fini que 6e lors du vote pour le vainqueur du trophée Cy Young, mais a remporté le Prix Warren Spahn pour le meilleur lanceur gaucher de deux ligues majeures.

### Astros de Houston
En 2004, Pettitte fut transféré aux Astros de Houston pour 31,5 millions de dollars. Pettitte a été opéré et a raté la moitié de la saison en 2004 mais est revenu pour une saison complète en 2005. En 2005 il a gagné 17 matchs pour 9 perdus (65,38 %). Lors de sa seconde saison en 2006 il n'a gagné que 14 matchs pour 13 perdus avec une moyenne de points mérités de 4,20 en comparaison avec 2,39 en 2005. Dans la Ligue nationale il a dû frapper pour la première fois, et a une moyenne en carrière de 0,134 avec un seul coup de circuit.

### Dopage
Le 30 septembre 2006, le Los Angeles Times rapporte que le lanceur à la retraite Jason Grimsley avait déclaré aux agents fédéraux américains enquêtant sur les stéroïdes au baseball que Pettitte était un utilisateur de substances dopantes. Toutefois, l'article du quotidien est mis en doute et il est plus tard prouvé qu'un affidavit sur lequel le nom de Pettitte aurait été inscrit, selon le Los Angeles Times, ne le mentionnait pas du tout.
Le 13 décembre 2007, le sénateur Mitchell dépose son rapport sur l'usage de drogues dans le baseball majeur et le nom d'Andy Pettitte s'y retrouve, avec ceux de plusieurs de ses coéquipiers ou ex-coéquipiers des Yankees. Alors que la majorité des joueurs cités par le rapport s'abstiennent de commenter sa publication, Pettitte fait une sortie publique deux jours plus tard et admet avoir reçu deux injections d'hormones de croissance (une substance qui n'est alors pas interdite par la ligue) en 2002 afin d'accélérer la guérison d'une blessure à l'épaule. S'excusant de son « erreur de jugement », il nie en revanche y avoir recouru par la suite, affirme n'avoir pris aucune substance pour améliorer ses performances et affirme n'avoir jamais touché aux stéroïdes. Le 13 février 2008, dans une audience à la Chambre des représentants des États-Unis, Pettitte revient sur une partie de sa déclaration précédente et avoue avoir reçu deux injections additionnelles d'hormones de croissance en 2004. Pettite implique aussi son ancien coéquipier Roger Clemens, suspecté depuis longtemps de dopage, et mentionne que celui-ci lui a avoué avoir reçu des injections d'hormones de croissance en 1999 et 2000. Clemens soutient depuis que Pettitte a mal interprété des propos qu'il a tenu au sujet d'une autre personne.
Le 18 février 2008, Andy Pettitte se rapporte à l'entraînement de printemps des Yankees à Tampa en Floride et s'excuse publiquement auprès des partisans du club et de ceux de son ancienne équipe, les Astros.

### Retour aux Yankees

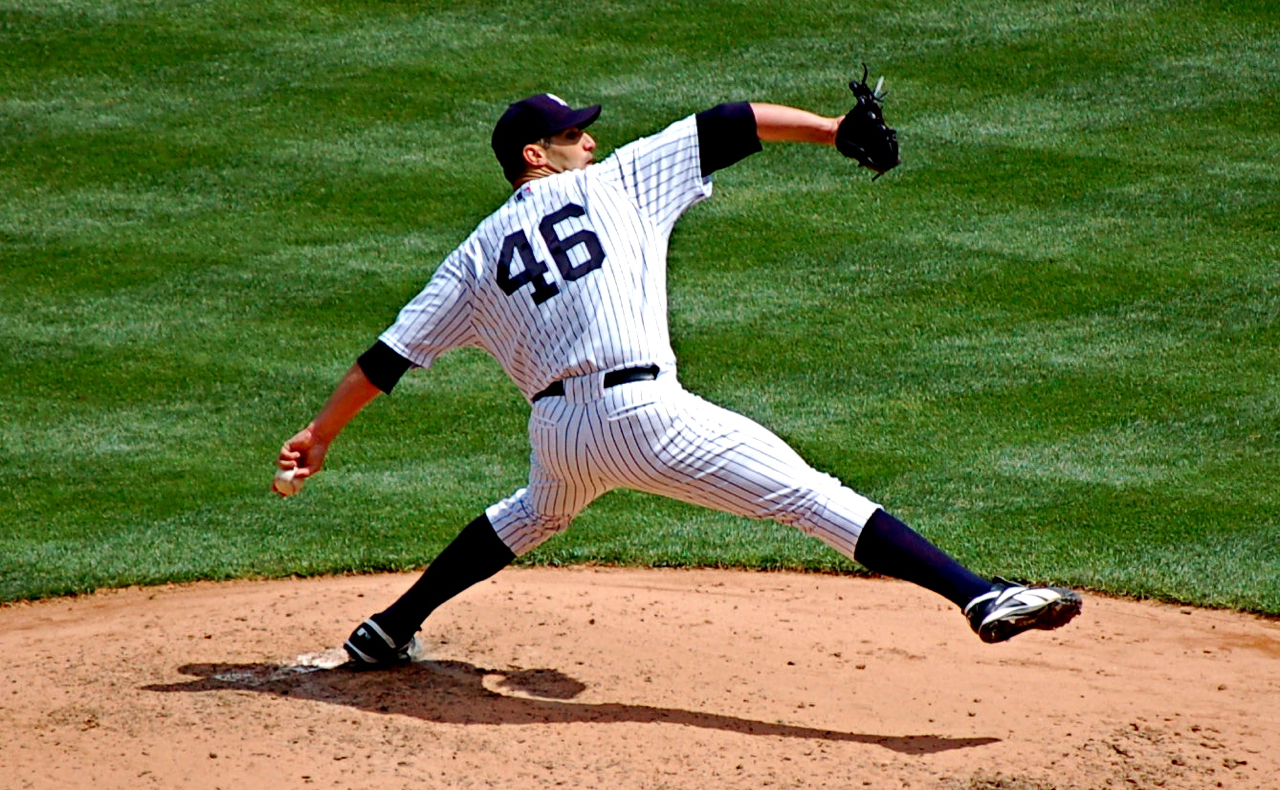
Pettitte au monticule en 2008 pour les Yankees.

Pettitte a rejoint les Yankees de New York pour une saison en 2007 avec une option de revenir en 2008. Après deux mois Roger Clemens a rejoint les Yankees à l'âge de 44 ans: Clemens a été le coéquipier de Pettitte avec les Astros en 2005 et en 2006 et avec les Yankees avant 2004. Le 19 septembre 2007 Pettitte a gagné son 200e match aux Ligues majeures de baseball et n'en a perdu que 112. Il est devenu le plus jeune joueur en activité avec 200 victoires en carrière en LMB.
Il annonce sa retraite le 4 février 2011.
Le 16 mars 2012 pendant leur camp d'entraînement, les Yankees annoncent avoir fait signer à Pettitte un contrat des ligues mineures, l'athlète de 39 ans désirant tenter un retour à la compétition.
Pettitte effectue son retour avec les Yankees le 13 mai 2012 face aux Mariners de Seattle mais encaisse la défaite. Le 18 mai, il blanchit les Reds de Cincinnati durant 8 manches et retire 9 frappeurs sur des prises pour sa première victoire depuis le 8 juillet 2010.
Le 27 juin, quelques jours après son 40e anniversaire de naissance, Pettitte lance contre les Indians de Cleveland et est atteint à la cheville gauche par une balle frappée par Casey Kotchman. Les Yankees, qui ont déjà perdu pour la saison un autre lanceur âgé de plus de 40 ans, Mariano Rivera, estiment que Pettitte sera absent pour six semaines, mais ce n'est que le 19 septembre qu'il revient au jeu. À son retour sur le monticule, il lance 11 manches sans accorder de point. Il termine la saison régulière avec cinq victoires, quatre défaites et une excellente moyenne de points mérités de 2,87 en 75 manches et un tiers lancées en 12 départs. Il est prêt pour les séries éliminatoires, où il amorce deux rencontres pour New York. Malgré sept bonnes manches, il encaisse la défaite dans le second match de la Série de division, perdu 3-2 par les Yankees contre les Orioles de Baltimore. Il débute la Série de championnat de la Ligue américaine le 13 octobre au Yankee Stadium contre Doug Fister et les Tigers de Détroit et n'alloue que deux points dans un match que New York perd finalement en manches supplémentaires.
D'abord incertain de revenir au jeu en 2013, Andy Pettitte signe le 28 novembre 2012 un nouveau contrat d'un an avec les Yankees. Le 1er juillet 2013 contre les Twins du Minnesota, il enregistre le 1958e retrait sur des prises de sa carrière pour établir le nouveau record de franchise des Yankees, dépassant le légendraire Whitey Ford.
Le 20 septembre 2013, Pettitte annonce qu'il prendra définitivement sa retraite sportive à la fin de la saison des Yankees.

### Séries éliminatoires

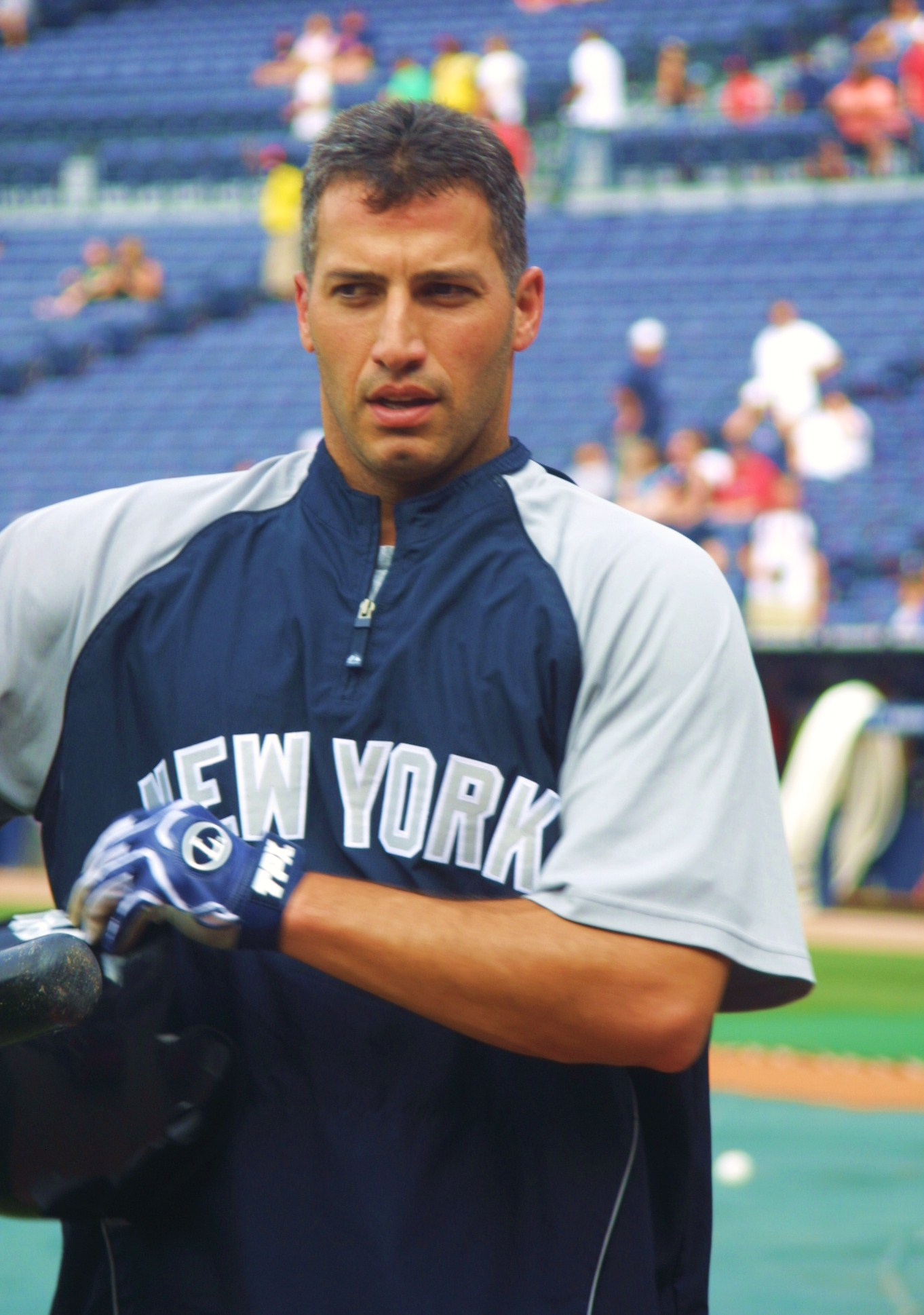
Andy Pettitte en 2009.

Pettitte a accédé aux séries éliminatoires chaque saison de sa carrière sauf en 2006 avec les Astros de Houston et en 2008 avec les Yankees de New York. 
Il détient les records du plus grand nombre de victoires par un lanceur en matchs d'après-saison (19), du plus grand nombre de départs comme lanceur partant (42) et du plus grand nombre de manches lancées (263).
La moyenne de points mérités de Pettitte en éliminatoires (3,83) est légèrement inférieure à celle conservée en saison régulière. Il a enregistré 173 retraits sur des prises en séries, et perdu 10 parties. 
Nommé joueur par excellence de la Série de championnat de la Ligue américaine en 2001, cette performance s'inscrit dans une longue série de succès dans cette ronde éliminatoire : 7 victoires et 2 défaites en finale de l'Américaine avec les Yankees, avec une moyenne de points mérités de 3,63 en 79,1 manches lancées.
Andy Pettitte a gagné la Série mondiale cinq fois avec les Yankees (en 1996, 1998, 1999, 2000 et 2009) en plus d'y participer à trois autres reprises dans une cause perdante (avec New York en 2001 et 2003 puis Houston en 2005).

## Palmarès
Andy Pettitte a lancé 3 055 manches et un tiers en 489 parties de saison régulière, dont 479 comme lanceur partant, dans les Ligues majeures de baseball. Il a remporté 240 victoires, contre 138 défaites, et affiche une moyenne de points mérités en carrière de 3,88. Il a enregistré 2 251 retraits sur des prises, lancé 25 matchs complets et réussi quatre blanchissages.
- Trois invitations au match des étoiles : 1996, 2001 et 2010.
- Joueur par excellence de la Série de championnat de la Ligue américaine de baseball en 2001.
- Champion de la Série mondiale avec les Yankees de New York en 1996, 1998, 1999, 2000 et 2009.
- A pris part à huit Séries mondiales : 1996, 1998, 1999, 2000, 2001, 2003, 2005 (avec Houston) et 2009.
- Prix Warren Spahn en 2003
- Meneur des Ligues majeures pour les victoires en 1996 avec 21.
- Détenteur du record pour le plus grand nombre de victoires en séries éliminatoires pour un lanceur, avec 19.
- Détenteur des records du plus grand nombre de départs (42) et de manches lancées (263) en séries éliminatoires.
- En date du 19 septembre 2013, 74 des 218 victoires remportées par Pettitte avec les Yankees ont été protégées par Mariano Rivera, ce qui représente le record du baseball majeur pour un duo lanceur partant-releveur[17].

### Parmi les joueurs des Yankees
Au moment de sa retraite après la saison 2010, Pettitte était le troisième lanceur avec le plus de victoires en saison régulière dans l'uniforme des Yankees de New York. Ses 203 gains avec la franchise ne sont battus que par les 236 de Whitey Ford et les 231 de Red Ruffing.
Son numéro 46 sera retiré par les Yankees le 23 août 2015 lors d'une cérémonie au Yankee Stadium.